# 芹沢公園

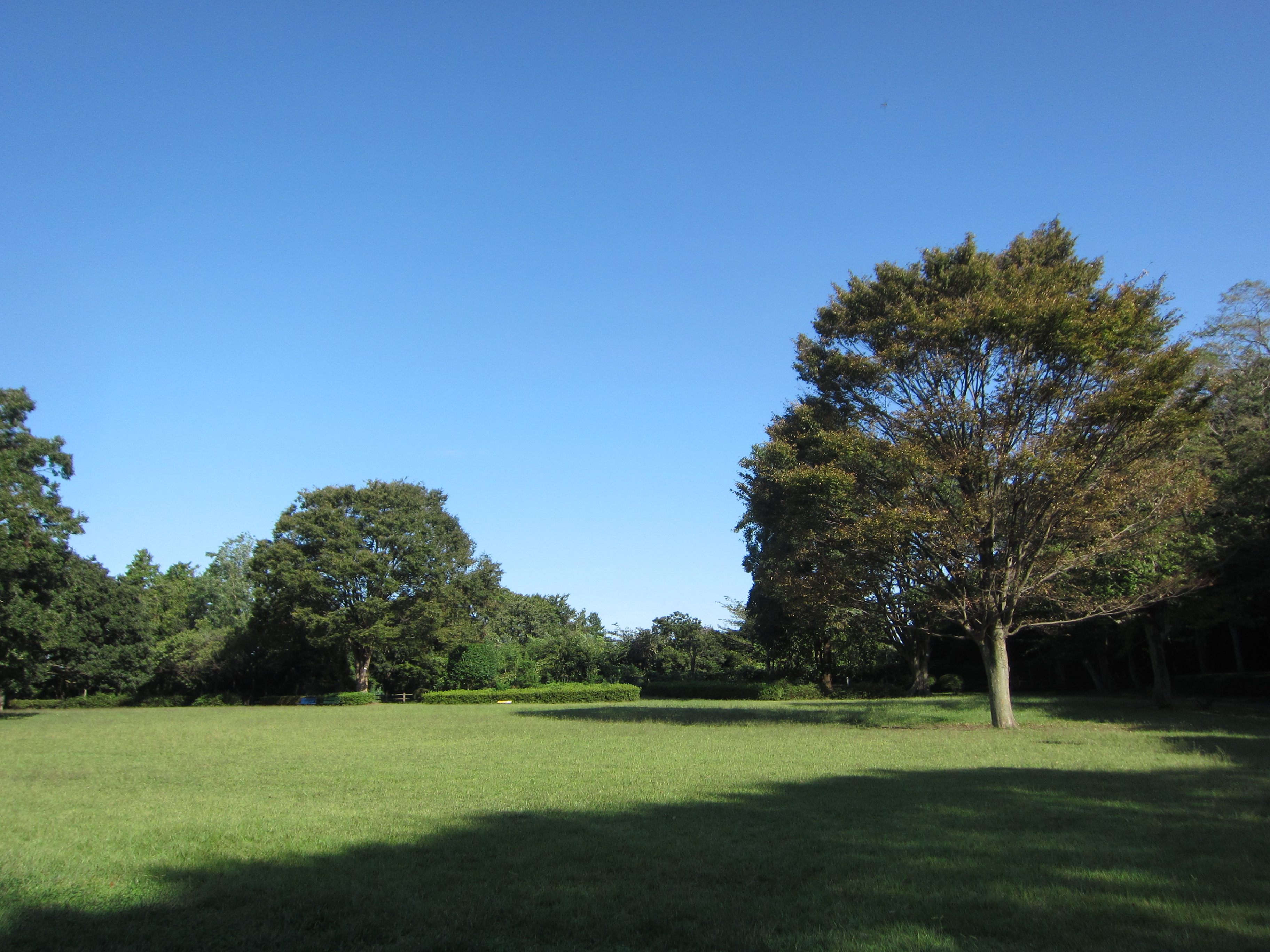
芹沢公園：芝生広場

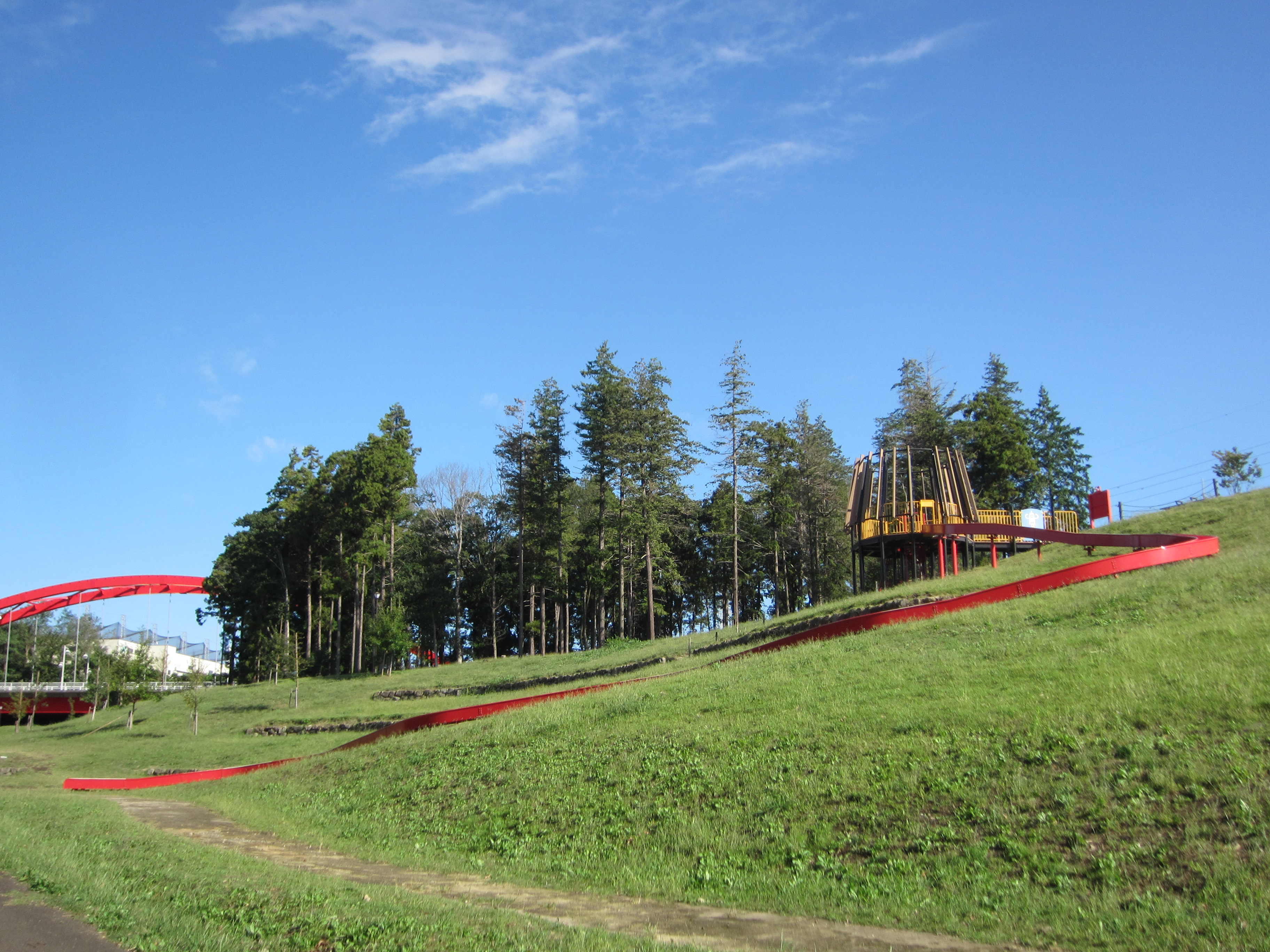
芹沢公園：ローラー滑り台

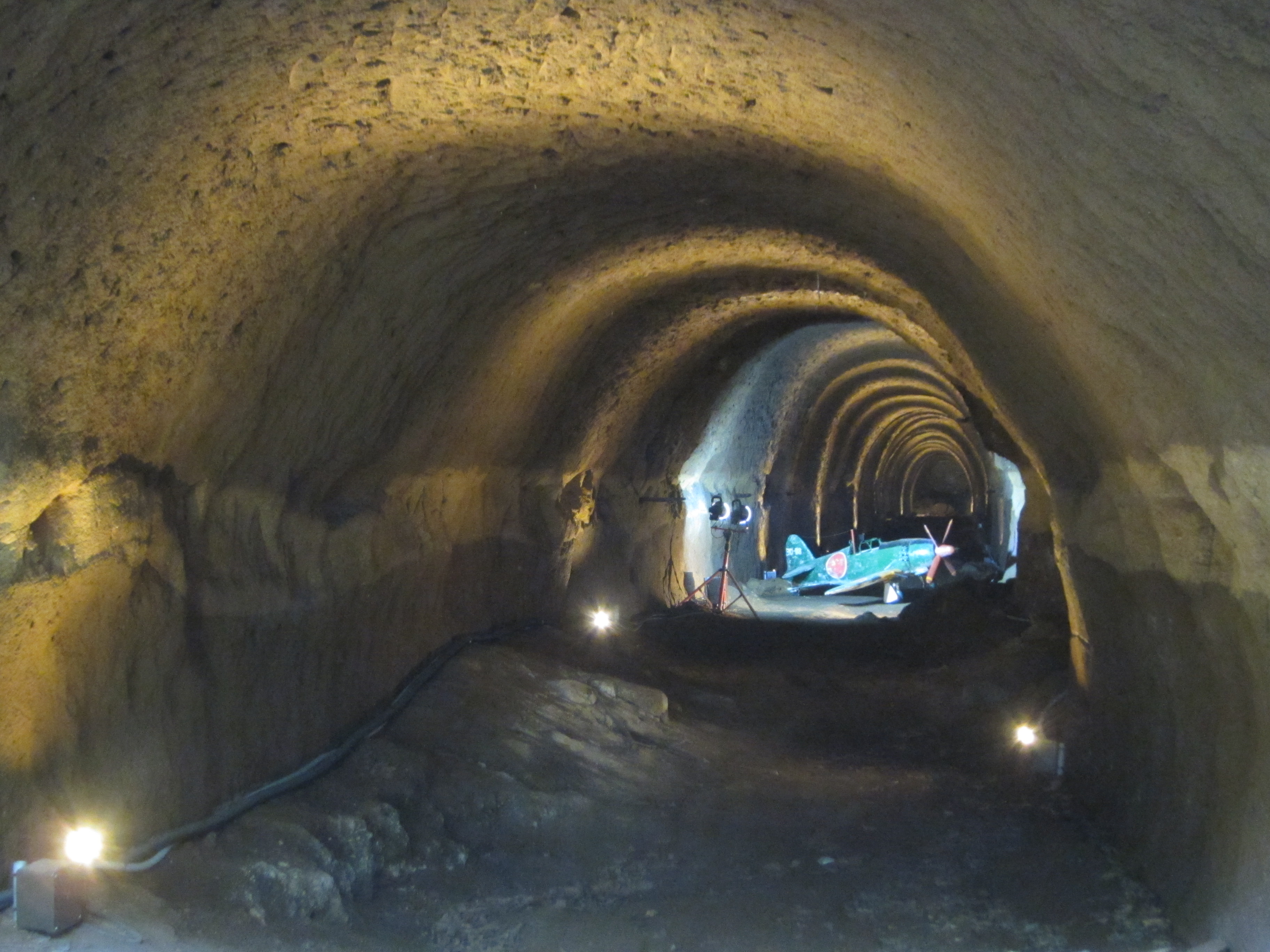
芹沢公園：高座海軍工廠地下壕跡

芹沢公園（せりざわこうえん）は、神奈川県座間市に位置する都市公園（総合公園）である。1985年に建設計画が立てられ、2017年3月30日に全面開園した。

## 概要
座間のおいしい水の水源地として座間八景に選ばれ、「かながわの公園50選」にも選定されている。谷戸の地形を生かした自然豊かな公園で、以下の区画からなる。
- こども冒険ランド・北駐車場
傾斜地にローラー滑り台、散策路があり、広いファミリーコートや幼児用遊具も設置されている。
- ふれあい広場・東駐車場
幼児用の遊具広場やアスレチック遊具がある。
- 芝生広場・西駐車場
広い芝生の広場とジョギングコースが整備されている。
- 湿性植物コーナー・南駐車場
ハナショウブ、キショウブ、アジサイ、フヨウを見ることができる。
脇を流れる芹沢川では5月中旬にゲンジボタルをみることができる。
- せせらぎコーナー
せせらぎと四阿のエリア。

## 公園施設
- 管理棟
北駐車場横。休憩所が用意されている。
- 南管理棟
南駐車場横。休憩所が用意されている。

休憩所は利用時間の制限あり
5月1日～8月31日：8:30～18:00
9月1日～4月30日：8:30～17:00

## 水源地
座間市の水道水の約86パーセントが地下水（中硬水）で、芹沢公園が水源地のひとつとなっている。また、地下水100パーセント使用のアルミボトル缶「ざまみず」が販売されており、管理棟と南管理棟の前にそれぞれ自動販売機が設置されている。

## 地下壕の跡
座間市・海老名市・大和市にまたがる地域にあった高座海軍工廠の地下壕の跡が公園内に残されている。芝生広場の下に「あみだくじ」状に掘られ、局地戦闘機「雷電」の部品製造のための工場等が置かれていた地下壕は、総延長1.5キロメートルに及ぶ。現在一般公開はされていないが、いくつかの入り口からなかを覗くことができる。灯りが灯され、戦闘機の模型が置かれている地下壕もある。入り口付近には、座間市教育委員会による説明板が設置されている。

## 台湾少年工顕彰碑
高座海軍工廠で働いていた台湾少年工のための顕彰碑が管理棟近くの丘の上に建てられている。台湾少年工来日75年を記念して、元少年工22人とその家族らが出席して、2018年10月20日に除幕式が行われた。顕彰碑の横には、座間市教育委員会による説明板が設置されている。

多くの台湾少年工たちがここで働いていたころ、東京帝国大学の学生であった三島由紀夫が勤労動員されており、自伝的小説『仮面の告白』でつぎのように描いている。

## アクセス

### 電車・バス
- 小田急相武台前駅より「さがみ野駅北口」行き神奈中バス「栗原小学校」下車徒歩5分
- 相模鉄道さがみ野駅北口より「相武台前駅」行き神奈中バス「栗原小学校」下車徒歩5分
- 座間市コミュニティバス  Ｄ 東原・ひばりが丘南コース「芹沢公園」（北駐車場入り口・管理棟前）下車徒歩0分

### 自動車
- 国道246号「東原４丁目交差点」を北上し、ひとつ目の信号を左折、
突き当りのＴ字路を右折してしばらく行くと左側に北駐車場。
突き当りのＴ字路を左折するとすぐ右側に東駐車場。

## 駐車場
- 北：71台
- 東：81台
- 西：15台
- 南：8台

いずれも無料
北と東は利用時間の制限あり
5月1日〜8月31日：8:30〜18:00
9月1日〜4月30日：8:30〜17:00

## 駐輪場
- 北駐車場内：7台
- 北駐車場横：40台程度
- 東駐車場横：30台程度
- 北駐車場と東駐車場のほぼ中間の道路沿い：20台程度
- 西駐車場横：20台程度